# Логарифмічна шкала

Діаграма зростання числа хостів у мережі Інтернет по роках, подана за логарифмічною шкалою

Логарифмі́чна шкала́ (англ. logarithmic scale) або логарифмі́чний масшта́б — тип шкали вимірювань логарифмічних величин, що побудована на основі використання логарифмічного перетворення. Для побудови логарифмічних шкал зазвичай використовуються системи десяткових або натуральних логарифмів, а також система логарифмів з основою два.
Операція логарифмування може застосовуватись до безрозмірнісних величин, тому перед логарифмування перетворювана розмірнісна величина на початку перетворюється в безрозмірнісну шляхом її ділення на прийняте за погодженням довільне (опорне) значення цієї ж величини, після чого виконується операція логарифмування.
Залежно від типу шкали, що піддається логарифмічному перетворенню, логарифмічні шкали можуть бути двох видів: абсолютні логарифмічні шкали та логарифмічні шкали різниць.

## Абсолютні логарифмічні шкали
Логарифмічна шкала, що отримується логарифмічним перетворенням L= log X безрозмірнісної величини Х, виміряної в абсолютній шкалі, носить назву «абсолютна логарифмічна шкала» (англ. logarithmic absolute scale).  Іноді таку шкалу називають логарифмічною шкалою з плаваючим нулем, оскільки в таких шкалах не зафіксовано опорне значення. Прикладами таких шкал є шкали посилення (ослаблення) сигналу в дБ. Для значень величин в абсолютних логарифмічних шкалах припустимі операції додавання і віднімання.

## Логарифмічна шкала різниць
Логарифмічна шкала, що отримується логарифмічним перетворенням величини, визначеної в шкалі відношень або інтервальною шкалою, тобто шкала, що визначається залежністю L = log (X/X0), де Х — поточне, а Х0 — прийняте за погодженням опорне значення величини, що перетворюється, носить назву «логарифмічна шкала різниць» (англ. logarithmic scale of differences).
За логарифмічного перетворення шкал відношень та інтервальних шкал отримують логарифмічну шкалу різниць з фіксованим нулем, що відповідає прийнятому опорному значенню шкали, яка перетворюється. В радіотехніці за опорне найчастіше приймають значення 1 мВт, 1 В, 1 мкВ; в акустиці — 20 мкПа та ін. До цих шкал у загальному випадку не можна прямо застосовувати жодної арифметичної дії; додавання і віднімання величин, виражених у значеннях таких шкал, повинно проводитись шляхом знаходження їх антилогарифмів, виконання необхідних арифметичних операцій і повторного логарифмування результату.

## Приклади застосування
Наочним прикладом використання і користі від логарифмічного масштабу є логарифмічна лінійка, яка дозволяє проводити досить складні обчислення з точністю до двох-трьох десяткових знаків.
Логарифмічна шкала є зручною для відображення дуже великих діапазонів значень величин.
Крім того, для багатьох органів чуття величина відчуття є пропорційною логарифму впливу. Наприклад, в музиці ноти, що розрізняються за частотою вдвічі, сприймаються як одна і та ж нота на октаву вище, а інтервал між нотами у півтону відповідає відношенню їх частот 21/12. Тому нотна шкала — є логарифмічною з використанням логарифма з основою 2. Крім того, відповідно до закону Вебера — Фехнера, гучність звуку на сприйняття також пропорційна логарифму його інтенсивності (зокрема, логарифму потужності, що випромінюється звуковою колонкою). Тому на амплітудно-частотних характеристиках звуковідтворюючих пристроїв застосовують логарифмічний масштаб по обох осях.
Приклади використання логарифмічних шкал:
- Шкала Ріхтера оцінки інтенсивності землетрусів.
- Шкала експозицій у фотографії.
- Зоряні величини — шкала яскравості зірок.
- Шкала pH, що показує ступінь кислотності середовища.
- Шкала одиниць вимірювання різниці рівнів звукової гучності або потужності — децибелах.
- Шкала частоти звуку — октавна система.